# Ед де Гуй
Ед де Гуй (нід. Ed de Goeij, англ. Ed de Goey, нар. 20 грудня 1966, Гауда) — колишній нідерландський футболіст, воротар. По завершенні ігрової кар'єри — футбольний тренер.
Як гравець насамперед відомий виступами за клуби «Феєнорд» та «Челсі», а також національну збірну Нідерландів.

## Клубна кар'єра
У дорослому футболі дебютував 1985 року виступами за команду клубу «Спарта» з Роттердама, в якій провів п'ять сезонів, взявши участь у 145 матчах чемпіонату.
Своєю грою за цю команду привернув увагу представників тренерського штабу «Феєнорда», до складу якого приєднався 1990 року. Відіграв за команду з Роттердама наступні сім сезонів своєї ігрової кар'єри. Більшість часу, проведеного у складі «Феєнорда», був основним голкіпером команди. За цей час чотири рази виборював титул володаря Кубка Нідерландів, ставав володарем Суперкубка Нідерландів та чемпіоном Нідерландів.
1997 року уклав контракт з клубом «Челсі», у складі якого провів наступні шість років своєї кар'єри гравця. Граючи у складі «Челсі» також здебільшого виходив на поле в основному складі команди. За цей час додав до переліку своїх трофеїв титул володаря Кубка англійської ліги, ставав володарем Кубка Англії, володарем Суперкубка Англії з футболу, володарем Кубка Кубків УЄФА та володарем Суперкубка УЄФА.
Завершив професійну ігрову кар'єру у клубі «Сток Сіті», за який виступав протягом 2003—2006 років.

## Виступи за збірну
1992 року дебютував в офіційних матчах у складі національної збірної Нідерландів. Протягом кар'єри у національній команді, яка тривала 9 років, провів у формі головної команди країни 31 матч.
У складі збірної був учасником чемпіонату світу 1994 року у США, чемпіонату Європи 1996 року в Англії, чемпіонату світу 1998 року у Франції і чемпіонату Європи 2000 року у Бельгії та Нідерландах.

## Кар'єра тренера
Розпочав тренерську кар'єру відразу ж по завершенні кар'єри гравця, 2006 року, ставши тренером воротарів «Челсі».
В подальшому був асистентом тренера клубу «Квінс Парк Рейнджерс».
З 2010 року є тренером воротарів команди «Валвейк».

## Титули і досягнення

### Командні
- Володар Кубка Нідерландів (4):

«Феєнорд»: 1990-91, 1991-92, 1993-94, 1994-95
- Володар Суперкубка Нідерландів (1):

«Феєнорд»: 1991
- Чемпіон Нідерландів (1):

«Феєнорд»: 1992-93
- Володар Кубка англійської ліги (1):

«Челсі»: 1997-98
- Володар Кубка Англії (1):

«Челсі»: 1999-00
- Володар Суперкубка Англії (1):

«Челсі»: 2000
- Володар Кубка Кубків УЄФА (1):

«Челсі»: 1997-98
- Володар Суперкубка УЄФА (1):

«Челсі»: 1998

### Особисті
- Гравець року в Нідерландах: 1993
- Володар нідерландського «Золотого бутсу»: 1994